# Dyenmonus cylindroides
Dyenmonus cylindroides är en skalbaggsart som beskrevs av Stefan von Breuning 1956. Dyenmonus cylindroides ingår i släktet Dyenmonus och familjen långhorningar. Inga underarter finns listade i Catalogue of Life.